# Arrondissement de Taehongdan

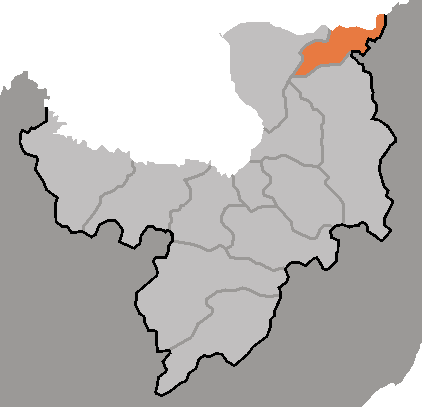
Localisation de l'arrondissement de Taehongdan dans la province du Ryanggang

Taehongdan-kun ou arrondissement de Taehongdan (Hangul : 대홍단군 Hanja: 大紅湍郡) est l'un des onze arrondissements de la province du Ryanggang en Corée du Nord.
Taehongdan signifie la grande plaine rouge. Elle tire son nom de la couleur rouge de ses arbres à l'automne et de ses azalées au printemps. En mai 1939, c'est là que la bataille de Musan a eu lieu entre les forces japonaises et les résistants coréens. En son souvenir se dresse encore le camp de la Mupho, une petite rivière près de laquelle les résistants passèrent la nuit et à 15 km de là, le monument de la bataille victorieuse de Musan, un obélisque haut de 35 mètres, érigé en 1971 et entouré de reliefs de Kim Il Sung et de scènes de bataille.
Le territoire de l'arrondissement de Taehongdan s'étend sur 680,9 km²  le long du fleuve Tumen qui forme la frontière avec la Chine. Il avoisine également les arrondissements de Samjiyon et de Paegam. Il se trouve sur la bordure nord-ouest du plateau de Paekmu et culmine sur le Changchongsan (장청산) à 1526 mètres d'altitude. En 2008, il était peuplé par 35 596 habitants. La région est couverte à 91 % par la forêt. Longtemps peu habitée, c'est devenu un centre de production de pommes de terre, mais aussi de blé et de soja. L'industrie du bois est aussi importante.

## Divisions administratives
Cet arrondissement comprenait à l'origine cinq communautés de travailleurs qui étaient : Sindok, Sogu, Nongsa, Sinhung et Hongam.
Il est constitué actuellement d'une petite ville (eup), Taehongdan (대홍단읍, 大紅湍邑), et de neuf communautés de travailleurs (rodongjagu) :
| - Hongam (홍암노동자구, 紅岩勞動者區) - Kaechok (개척노동자구, 開拓勞動者區) - Nongsa (농사노동자구, 農事勞動者區) | - Sambong (삼봉노동자구, 三峰勞動者區) - Samjang (삼장노동자구, 三長勞動者區) - Sindok (신덕노동자구, 新德勞動者區) | - Sinhung (신흥노동자구, 新興勞動者區) - Sodu (서두노동자구, 西頭勞動者區) - Yugok (유곡노동자구, 楡谷勞動者區) |

Yugok correspond à l'ancienne communauté de Taehongdan. L'usine de production de pommes de terre Daehongdan se trouve à Sindok.

## Historique des députations de la circonscription de Taehongdan (648e)
- XIème législature (2003-2009) : Choe Hyung Kwan (Hangeul:최형관)
- XIIème législature (2009-2014) : Jin Pyung Seop (Hangeul: 진병섭 Hanja:陳炳燮)
- XIIIème législature (2014-2019) : Kim Kwang Ho (Hangeul: 김광호)

## Référence
1. ↑   (en) Taehongdan Plain,  North Korea Online Travel Guide
2. ↑   (en) DPR Korea 2008 Population Census National Report
3. ↑   (fr) Han Kum Song, « Privilégier la culture de la pomme de terre », korea-dpr.com, le 11 octobre 2008.  
« Mer de fleurs de pomme de terre à Taehongdan », korea-dpr.com, le 6 mai 2010.